# 카슈미르인
카슈미르인(카슈미르어: کٲشِرؠ)은 카슈미르 계곡에 주로 거주하는 인도아리아계 민족이다. 다르드어군에 속한 카슈미르어를 모어로 사용한다. 카슈미르 계곡은 현재 인도 통치 지역인 잠무 카슈미르 지방에 위치해 있다.

## 문화

### 음악
카슈미르의 전통 음악으로는 차크리, 헨재, 라디샤가 있다. 루프는 결혼이나 행사와 같은 경우에 보통 여성들에 의해 행해지는 전통적인 춤 형태이다.

### 요리

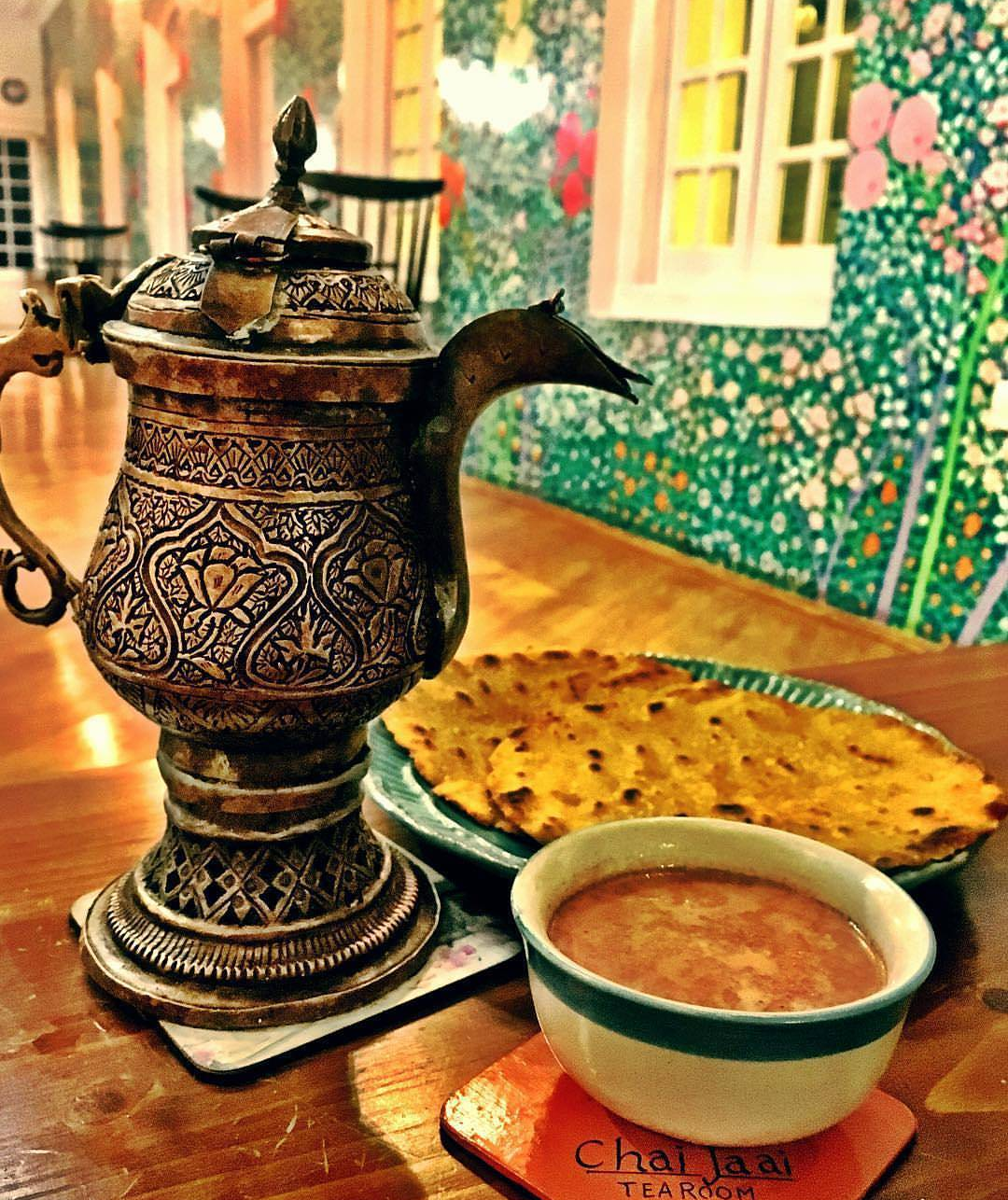
카슈미르식 사모바르와 눈차이

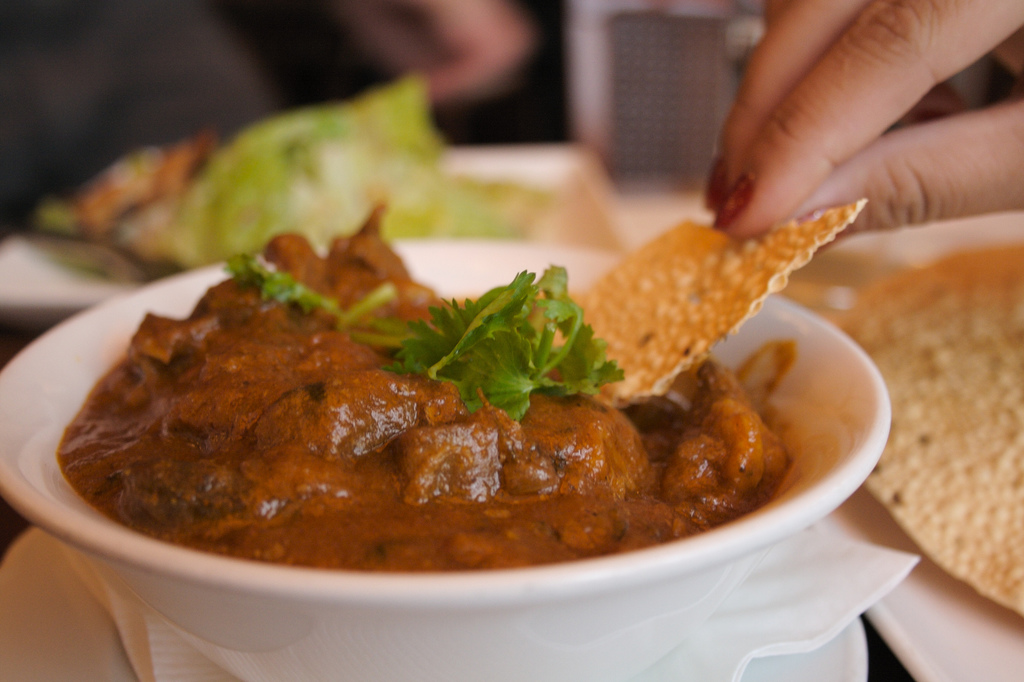
로간 조시

쌀은 카슈미르의 주식이다. 고기와 쌀은 카슈미르에서 인기 있는 음식이다.
눈차이는 카슈미르 지방의 음료이다. 카슈미르는 빵집 전통으로도 유명하다. 셰르말, 바커르헤인, 라바, 쿨차 등이 유명하다.

## 같이 보기
- 카슈미르 분쟁